# UN-Klimakonferenz in Marrakesch 2016

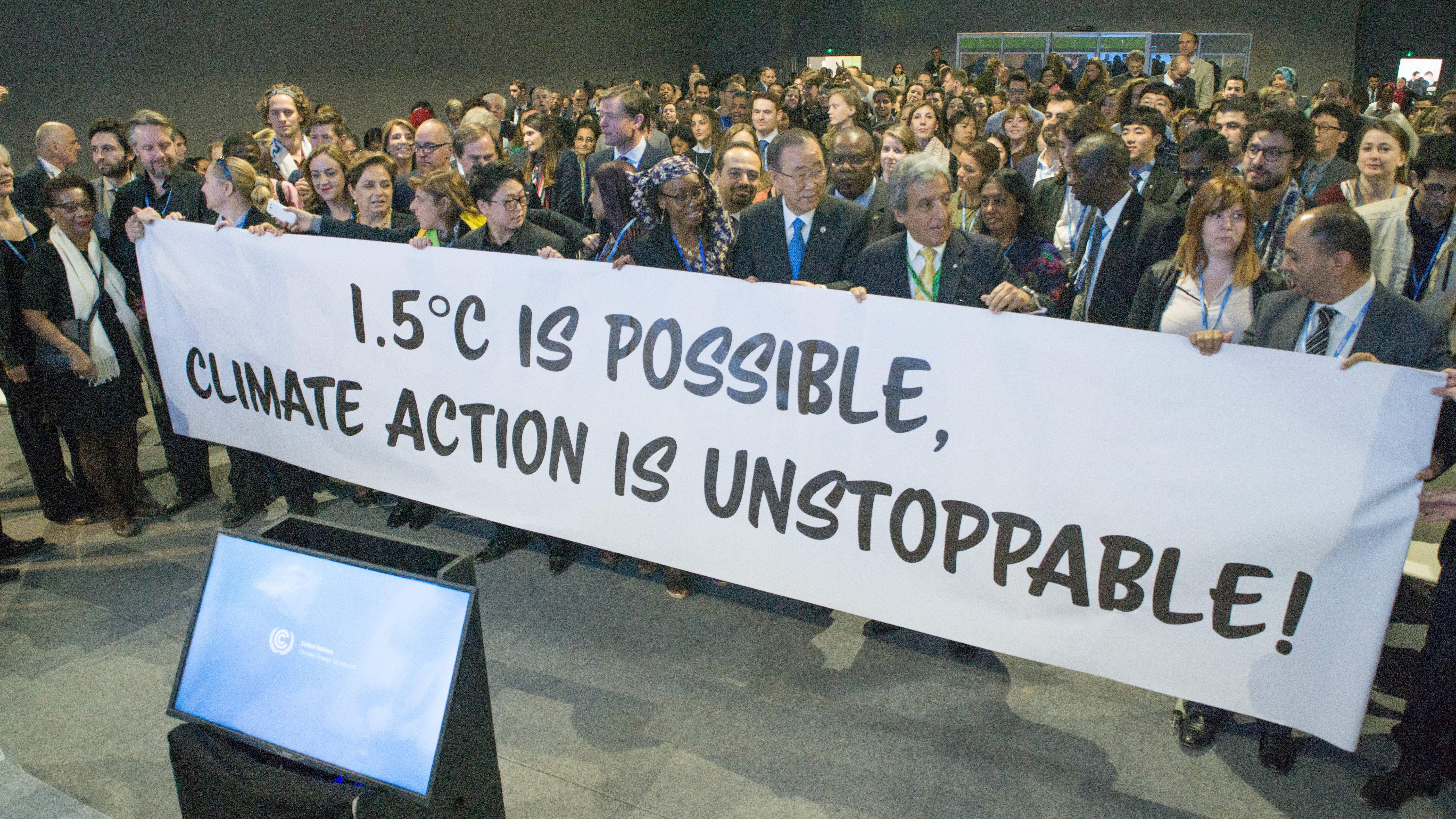
„Zivilgesellschaftlicher Abschied“ für UN-Generalsekretär Ban Ki-moon. Aufschrift des Transparent-Banners sinngemäß: „1,5 ° sind möglich, der Kampf gegen den Klimawandel ist nicht aufzuhalten“ (17. November)

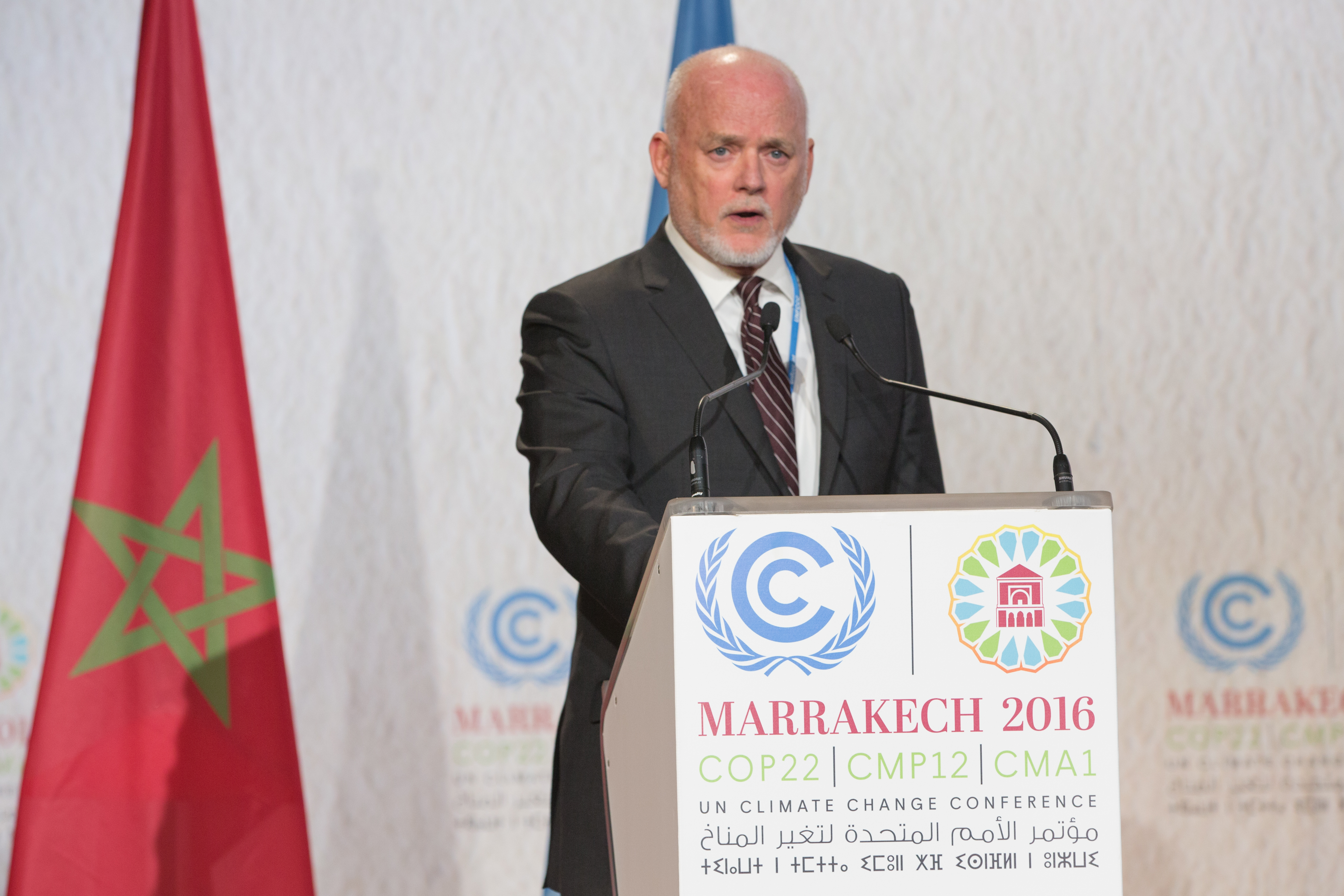
Präsident der UN-Generalversammlung Peter Thomson auf dem Rednerpult (15. November)

Die UN-Klimakonferenz in Marrakesch 2016, die 22. Konferenz der Beteiligten zur UN-Rahmenkonvention der Vereinten Nationen über Klimaänderungen (englisch United Nations Framework Convention on Climate Change, 22nd Conference of the Parties, kurz COP 22) fand als 22. UN-Klimakonferenz und gleichzeitig als 12. Treffen zum Kyoto-Protokoll (englisch 12th Meeting of the Parties to the 1997 Kyoto Protocol, kurz CMP 12) sowie als 1. Treffen der Conference of the Parties serving as the meeting of the Parties to the Paris Agreement (CMA) vom 7. bis 18. November 2016 in Bab Ighli nahe der marokkanischen Stadt Marrakesch statt.

## Vorbereitung
Anfang November hatte im Vorfeld der COP 22 die Ratifizierung des auf der COP 21 im Vorjahr erzielten Übereinkommens von Paris durch die weltweit größten CO2-Emittenten Vereinigte Staaten und China dafür gesorgt, dass die für sein Inkrafttreten notwendige Anzahl von 55 Unterzeichner-Staaten zustande kam, auch die Europäische Union und Deutschland schlossen sich dieser Bewegung zuletzt an; ebenfalls Australien und Pakistan.
In dem als historisch eingeordneten Pariser Abkommen hatte sich die internationale Staatengemeinschaft darauf verständigt, Anstrengungen zu unternehmen, sich beim Kampf gegen die weltweite Klimaerwärmung nicht nur auf das Zwei-Grad-Ziel zu beschränken, sondern ehrgeizigere 1,5 °C einhalten zu wollen.

## Teilnahme, Leitung
196 Staaten nahmen am Gipfel teil, seine Leitung oblag dem marokkanischen Außenminister Salaheddine Mezouar.

## Ziele

Globaler Anstieg der Meeresspiegel, statistischer Trend:
3,3 mm/Jahr (2010)

Die Konferenz sollte vor allem die praktische Umsetzung der im Pariser Klimavertrag avisierten Begrenzung des weltweiten Temperaturanstiegs auf maximal 1,5 °C erarbeiten (siehe Zwei-Grad-Ziel).
Umstritten war bis dato hier z. B. die Ausgestaltung der Unterstützung „ärmerer“ Länder bei der Bewältigung teils schon unvermeidlicher Folgen der globalen Erwärmung, von Bedeutung vor allem für „Entwicklungsländer“, welche besonders unter Dürren, dem Abschmelzen der Polkappen, Stürmen oder Sturmfluten zu leiden haben (→ Loss and Damage). Seit der COP 15 (UN-Klimakonferenz in Kopenhagen 2009) sind hier 100 Milliarden Dollar jährlich avisiert, bislang war nur ein Zehntel der Summe zugesagt. Der Green Climate Fund (GCF) soll einen Teil zur Klimaschädenfinanzierung besteuern.
Die Entwicklungsländer forderten, dass die Unterstützung der Industrieländer stärker auch Anpassungsmaßnahmen berücksichtige: nicht nur die Energiegewinnung aus erneuerbaren Energien solle gefördert werden, sondern z. B. auch Maßnahmen zum Deichbau als Vorsorge gegenüber dem Meeresspiegelanstieg sowie angesichts zurückgehender Niederschläge auch die künstliche Bewässerung.

## Verlauf

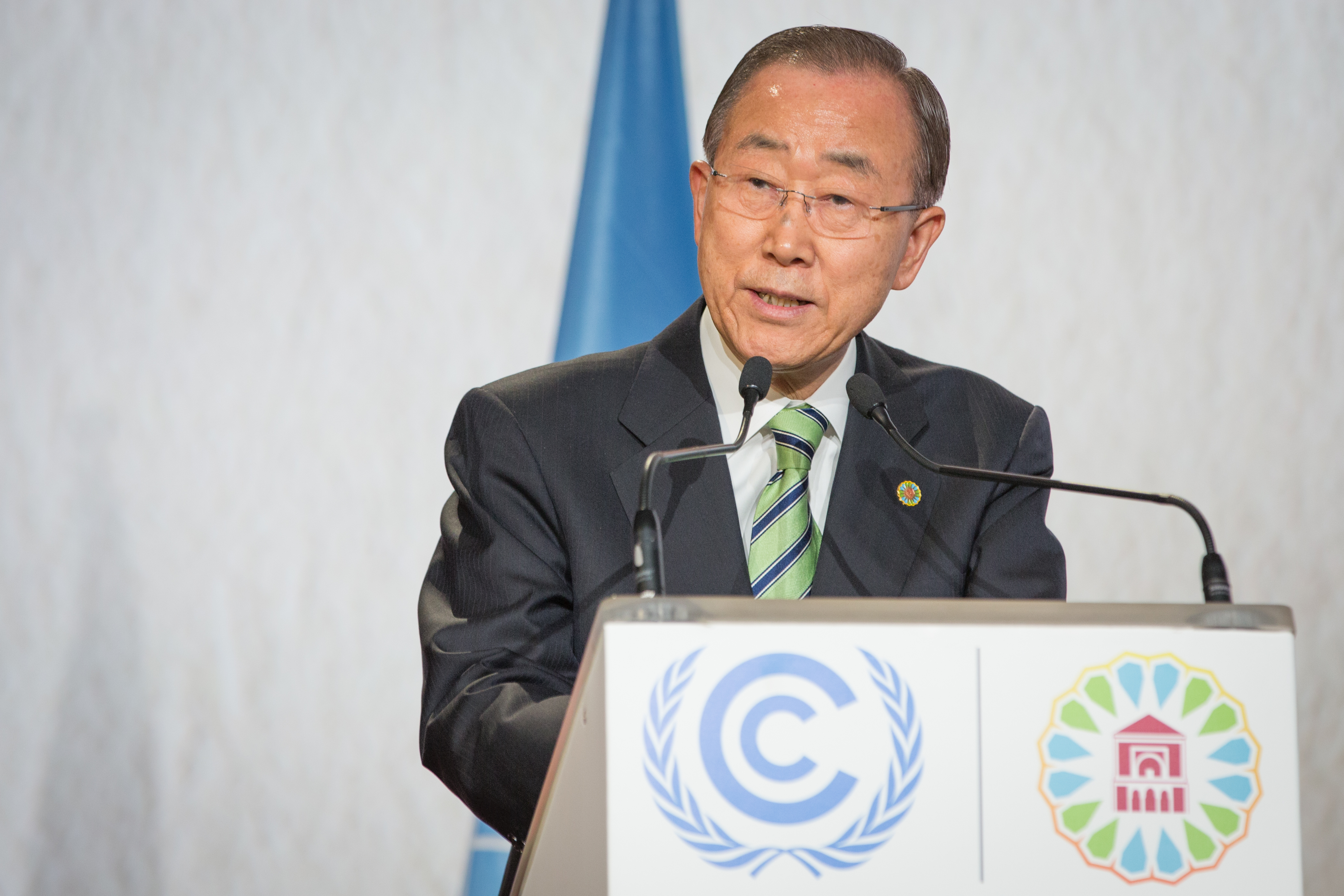
UN-Generalsekretär Ban Ki-moon auf dem Rednerpult (15. November)

In einer improvisierten Zeltstadt verhandelten die Delegierten um Schritte zur Umsetzung des Klimaabkommens der vorjährigen Konferenz. Das Beispiel Marokkos mit riesigen Solarkraftwerken, Wasserkraft und Windkraft und kleinen EE-Anlagen in umliegenden Dörfern sollte auf den afrikanischen Kontinent ausstrahlen. Die marokkanische Präsidentschaft hatte den Gipfel als eine Konferenz zur Umsetzung des COP 22-Vertrags bezeichnet. Es gab eine Reihe von Zusagen und Initiativen z. B. für erneuerbare Energien und eine klimasichere Landwirtschaft in Afrika.
Die Wahl des republikanischen Klima-Skeptikers Donald Trump zum kommenden US-Präsidenten in der Anfangsphase der Konferenz am 15. November (amerikanischer Zeit) dämpfte zunächst die Erwartungen: er hatte in seinem Wahlkampf unter anderem angekündigt, dass Amerika, weltweit zweitgrößter CO2-Emittent, nach seiner Inauguration wieder aus dem Pariser Abkommen aussteigen werde. Der Amerika in Marrakesch vertretende noch amtierende US-Außenminister John Kerry bekräftigte jedoch in einer Grundsatzrede, dass die „überwältigende Mehrheit“ Amerikas an den Klimawandel glaube.
Der amtierende Generalsekretär der Weltorganisation für Meteorologie (WMO) Petteri Taalas präsentierte die Prognose eines wie bereits in den beiden Vorjahren erneuten Rekords der Jahresdurchschnittstemperatur: Mit weit über 90-prozentiger Wahrscheinlichkeit werde 2016 die Marke von 1,2 °C bei ihrer Zunahme überschritten.
Der Präsident der Weltbank Jim Yong Kim forderte die Abfederung der Belastungen des Klimawandels vor allem für ärmere Bevölkerungsschichten durch z. B. Versicherungen und soziale Sicherungssysteme: Nachdem die Vereinten Nationen bisher von knapp 330 Milliarden jährlichen Schadens durch extreme Wetterereignisse ausgingen, hat die Weltbank neben dem Vermögensverlust auch den Verlust an Kaufkraft berechnet, der einzelnen Ländern durch Stürme oder Überschwemmungen entstehen könne und summierte mehr als 500 Milliarden Dollar.
Bei der Diskussion um die Bewältigung der finanziellen Folgen des weltweiten Klimawandels wandte man sich nach der Erstellung eines Zielfahrplans für den Loss-and-Damage-Ausgleich (-> Green Climate Fund) der Frage zu, wo man die für die Transformation zu klimafreundlicheren Infrastrukturen jährlich notwendigen 6.000 Milliarden Dollar aktivieren könnte: wie ließe sich nur an den weltweiten Finanzmärkten in solcher Höhe aufbringbares Kapital so einsetzen, dass es einen Beitrag zum Kampf gegen den Klimawandel beitrage?
Wie zu jeder COP begingen auch hier die globalen Umweltschutzbewegungen zur Halbzeit ein Fest.
In der zweiten Konferenzwoche tagte das neue, oberste „Gremium zur Umsetzung des Pariser Abkommens“ erstmals und in feierlichem Rahmen zur „historischen Wende in der Welt-Klimapolitik“; hierzu reisten rund 150 Funktionäre an, darunter 60 Minister und Staatschefs.

### USA

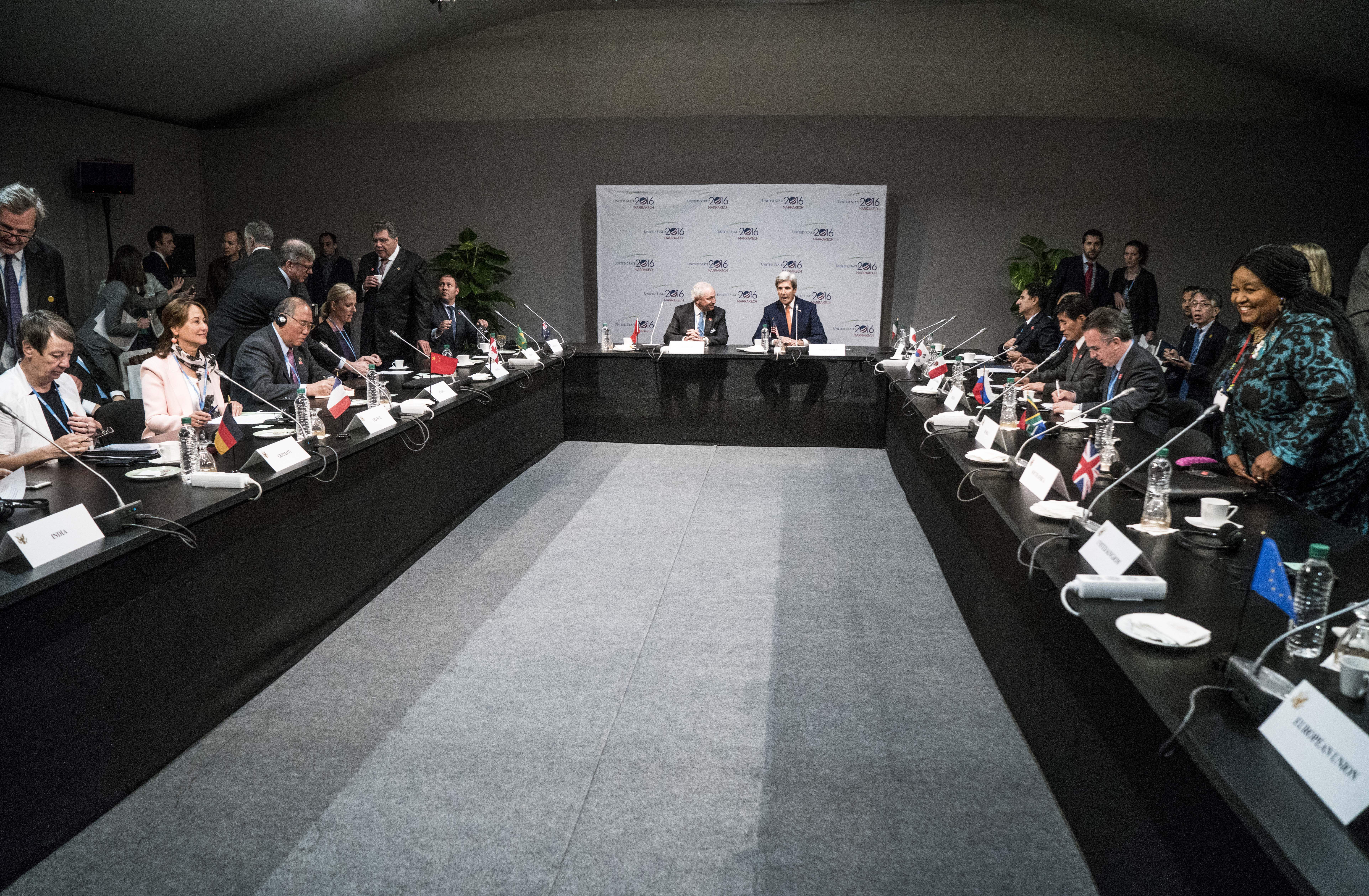
16. November 2016: US-Außenminister John Kerry (am Kopfende rechts) und der ehemalige marokkanische Botschafter Aziz Mezouar (links) begrüßen die Teilnehmer des Major Economies Forum on Energy and Climate Change (Forum der großen Wirtschaftsnationen für Energie und Klimawandel); ganz links am Bildrand die deutsche Umweltministerin Barbara Hendricks, rechts daneben ihre französische Amtskollegin Ségolène Royal

Die amtierende US-amerikanische Regierung veröffentlichte nach über einem Jahr Vorbereitung in Washington als erster Staat nationale Klimaschutz-Ziele für 2050: die Wirtschaft solle weitgehend treibhausgasneutral werden. Angesichts der skeptischen Äußerungen Donald Trumps kündigte z. B. der Bundesstaat Kalifornien einen etwaigen Alleingang an. Im Einzelnen wollen die USA ihren Treibhausgas-Ausstoß bis 2050 um 80 % reduzieren. Neben der Energiegewinnung aus erneuerbaren Energien soll die Kernenergie und auch ein Anteil konventioneller Energien weiter eine Rolle spielen, allerdings unter Einbeziehung der Speicherung bzw. Nutzung von Kohlendioxid, auf dass es nicht weiter in die Erdatmosphäre gelange. Darüber hinaus gaben die USA die Zusage, ihre CO2-Emissionen bis 2025 um 26 bis 28 % unter den Stand von 2005 zu reduzieren.
In einem gemeinsam mit der deutschen Bundeskanzlerin Angela Merkel während seines parallel zur COP 22 durchgeführten Deutschlands-Abschieds-Besuchs in der Zeitung Wirtschaftswoche Mitte November veröffentlichten Beitrag lobte der Noch-US-Präsident Barack Obama das Pariser COP 21-Abkommen des Vorjahrs: „Es gibt der Welt den Rahmen für den gemeinsamen Schutz unseres Planeten“.
Über 360 in den USA tätige Unternehmen und Investoren appellierten für eine Fortführung des amerikanischen Klimaschutz-Engagements an die designierte Trump-Regierung: „eine nicht CO2-arme Wirtschaft bedrohe den amerikanischen Wohlstand“.

### China
In einem Pressegespräch von nur wenigen Minuten am Beginn des Gipfels bekannte sich China zum Klimaschutz und zu den eigenen Klimazielen: Laut seinem stellvertretenden Chefunterhändler Xie Ji werde es wie versprochen spätestens im Jahr 2030 den Gipfel seiner CO2-Emissionen erreicht haben, vielleicht auch früher; es habe in letzter Zeit seine Anstrengungen verstärkt. Üblicherweise würden neue Wege und Ziele hier zuerst in einzelnen Regionen getestet. Dabei hätten einige Städte versichert, eine Vorreiterrolle einnehmen zu wollen: „Viele Städte haben versprochen, ihr Ziel für den Gipfel des CO2-Ausstoßes vor 2030 zu erreichen. Ich habe den Eindruck, dass viele Städte versuchen, diesen Gipfel schon etwa um das Jahr 2020 zu überschreiten.“

### Deutschland
Ein von Bundesbau- und Umweltministerin Barbara Hendricks (SPD) für eine Kabinettssitzung am 2. November zur Entscheidung vor der Konferenz vorbereiteter „Klimaschutzplan 2050“ für Deutschland konnte entgegen ihrer Absicht nicht dort verabschiedet werden, da mehrere Ressorts wie Finanz-, Landwirtschafts-, Wirtschafts- und Verkehrsministerium noch nicht mit ihm einverstanden waren; Für die Verzögerung wurde Deutschland auf der Umweltkonferenz von den weltweiten Umweltverbänden zum „Fossil des Tages“ erkoren.
Die Kabinettsspitze war uneinig in der Frage, wie lange man in Deutschland noch Braunkohle abbauen und verstromen solle. Sigmar Gabriel, Wirtschaftsminister und SPD-Vorsitzender, intervenierte gegen einen „zu frühen“ Kohleausstieg. Am 11. November hieß es, man habe einen Kompromiss erzielt; der zur Umsetzung notwendige förmliche Kabinettsbeschluss werde über das Wochenende im „Umlaufverfahren“ herbeigeführt.
Die Bundesregierung wird sich nun doch nicht für einen Mindestpreis für CO2-Emissionszertifikate einsetzen, die Industrie und Kraftwerke kaufen müssen.
Die umwelt- und entwicklungspolitische Organisation Germanwatch stufte Deutschland in ihrem gemeinsam mit dem Climate Action Network Europe (CAN) erarbeiteten alljährlichen Klimaschutz-Index (Bewertung der Klimapolitik von 62 großen CO2-Emittenten zusammen mit ihrem Ausstoß von klimaschädlichen Treibhausgasen) auf Platz 29 ein, hinter beispielsweise Ägypten, Marokko, Kroatien oder Lettland, ein Rückfall um sieben Positionen hinter Länder wie auch Indien oder Indonesien. Als besonders negativ wurde beurteilt, dass die Bundesrepublik ihre Klimaziele für 2020 wohl nicht erreiche und fortlaufend kein Braunkohle-Ausstiegsszenario entwickle.
Umweltministerin Hendricks teilte mit, dass ihr Land im laufenden Jahr 50 Mio. Euro zusätzlich zum Loss-and-Damage-Ausgleich besteuere; insgesamt gab Deutschland die Zusage, ca. 10 % zu den ab 2020 vorgesehenen jährlich 100 Mrd. Dollar beizusteuern. Darüber hinaus präsentierte sie hier ein internationales Programm zur Beratung von Schwellen- und Entwicklungsländern bei der Umsetzung des COP 22-Abkommens: Eine entsprechende Organisationsstelle sei in Washington eingerichtet, 42 Länder wie die USA, Großbritannien und Japan sowie weitere Organisationen hätten ihre Mitarbeit bereits zugesagt.

## Ergebnisse
Am 17. November ratifizierte auch Großbritannien als 111ter von 195 unterzeichnenden Staaten das Pariser Klimaschutzabkommen von 2015; neben den USA präzisierten auch Kanada und Mexiko ihre Klimaschutzziele für 2050.
Am 18. November verabschiedeten 48 „arme“ Länder eine als „Marrakesch-Vision“ betitelte Erklärung: sie wollen ihre Energieversorgungssysteme schnellstmöglich bzw. bis spätestens 2050 komplett auf erneuerbar umstellen und bekennen sich darüber hinaus nochmals ausdrücklich zum 1,5-Grad-Ziel. Die meisten von ihnen gehören zu einer Koalition von der globalen Erwärmung besonders betroffener Länder (Climate Vulnerable Forum, Runde der Klimaverletzten, CVF); laut Greenpeace emittieren die Unterzeichnenden in der Summe so viel Treibhausgase wie Russland, fünftgrößter weltweiter CO2-Produzent. Für die meisten Unterzeichnenden bedeutet die Erklärung eine Kehrtwende ihrer Energiepolitik: Äthiopien, Bangladesch, Kenia, Tansania und Vietnam beispielsweise erteilen damit praktisch dem Neubau von Kohlekraftwerken eine Absage.
Laut deutscher Umweltministerin Hendricks soll das seit 2013 parallel zu den UN-Klimakonferenzen tagende Forum nachhaltige Entwicklung (Global Landscape Forum) nun dauerhaft jährlich in Bonn angesiedelt werden, 2017 zum ersten Mal: Hier engagieren sich Wirtschafts-, Regierungs- sowie Vertreter von Zivilgesellschaften z. B. für die Aufforstung von Wäldern und neue Methoden in der Landwirtschaft.
Im Hinblick auf die Finanzierung von Maßnahmen zur Vermeidung von Treibhausgasemissionen (Loss and Damage, Mitigation), das Versprechen der Industriestaaten, ab 2020 jährlich 100 Mrd. Dollar zur Unterstützung der besonders vom weltweiten Klimawandel betroffenen Länder bereitzustellen, wurde ein Fahrplan erstellt.

## Abschluss
Die Konferenz endete mit dem Abschluss-Plenum in der Nacht vom 18. auf den 19. November (deutscher Winterzeit) nach Lösung der Detailfragen zur Schlusserklärung mit sechs Stunden Verspätung; Deutschlands Vertreterin, Umweltministerin Barbara Hendricks, zeigte sich bereits kurz vor Konferenzende zufrieden mit Verlauf und Ergebnis: sie habe „geliefert und unsere Erwartungen erfüllt“.

### Proklamation von Marrakesch
Einen Tag vor Konferenzende verabschiedeten 196 Staaten sowie die Europäische Union die von Marokkos König Mohammed VI. aufgesetzte „Proklamation von Marrakesch“: man solle mit größtmöglichem politischem Einsatz gegen die weltweite Klimaerwärmung vorgehen, der Kampf gegen sie habe dringenden Vorrang: man wolle Treibhausemissionen als Quelle der Klimaerwärmung bekämpfen und verpflichte sich, die Ziele des UN-Klimaschutzabkommens von Paris „vollständig“ umzusetzen und zu verwirklichen. Beteiligte seien „nicht nur Regierungen, sondern auch die Wissenschaft, Unternehmen und weltweite Aktionen auf allen Ebenen“.
Die Abschlusserklärung öffnet den Weg für Verhandlungen und bietet einen Fahrplan zur praktischen Umsetzung des Pariser Abkommens. Bereits im Jahr 2017 sollen die Fortschritte überprüft, 2018 bilanziert werden. In ihr ausgeklammert blieb eine strittige Detailfrage zur Überprüfung der Klimaziele der einzelnen Staaten: sie soll auf der COP 23 geklärt werden. Bis 2018 sollen nun z. B. Regeln zur Vergleichbarkeit der teils sehr unterschiedlichen Klimaziele der einzelnen Staaten festgelegt werden.

## Folgetreffen
Der Vorsitz der Folgekonferenz COP 23 2017 wurde der Republik Fidschi übertragen: da diese angesichts die erwartete Anzahl von 15.000 bis 20.000 Teilnehmenden auf seinem Territorium nicht zusammen an einem Ort versammeln könne, wurde die ehemalige deutsche Bundeshauptstadt Bonn als Austragungsort festgelegt; sie ist Sitz des UN-Klimasekretariats. Der Präsident der Fidschis lud den designierten US-Präsidenten Donald Trump ausdrücklich auf seinen Inselstaat ein, damit er sich ein authentisches Bild zumindest von den Folgen der weltweiten Klimaveränderungen für die in den Meeren liegenden Inselstaaten mache.

## Ausblick

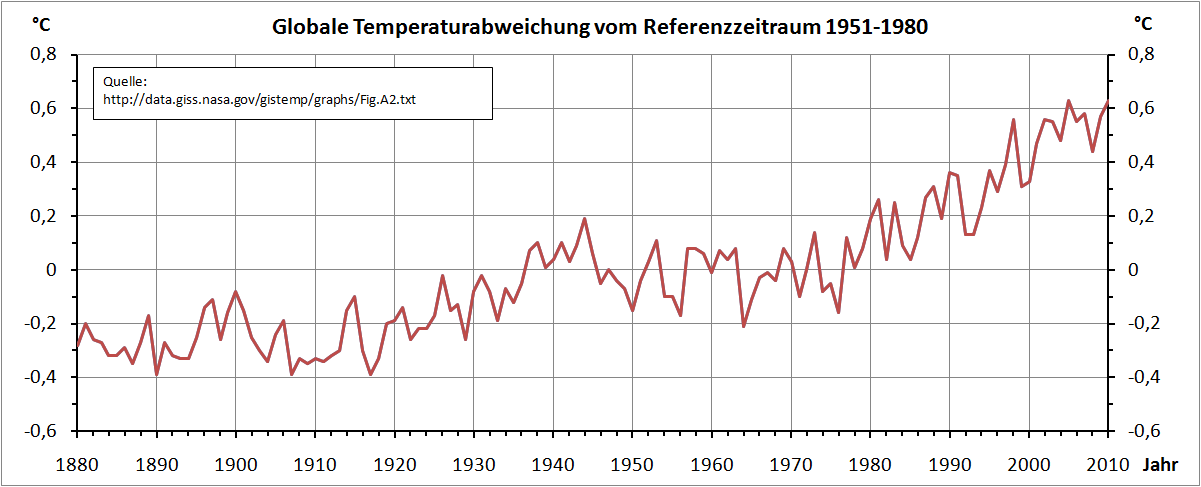
Globale Temperaturen zwischen 1880 und 2010

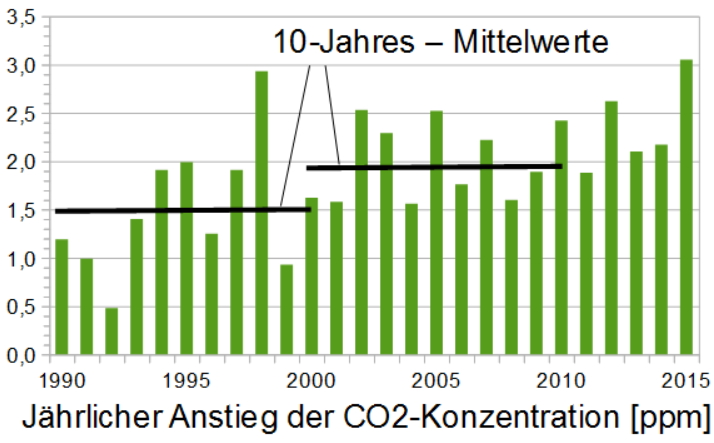

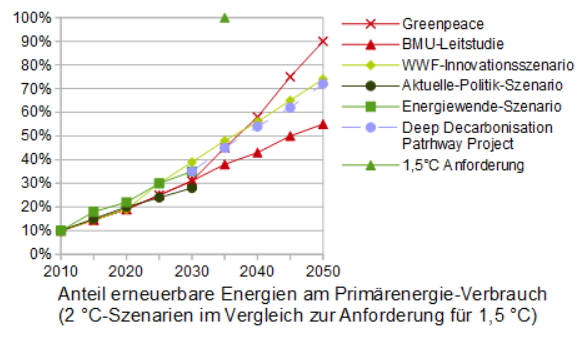

Die bislang gegebenen nationalen Zusagen zur Reduktion von Treibhausgasen reichen nach wie vor nicht aus, um das Zwei-Grad-Ziel zu erreichen (geschweige denn, die in Paris anvisierten 1,5 °C).
China übernahm laut Presseberichten auf der Konferenz eine führende Rolle im Klimaschutz; Europa könne unter Umständen die bisher ebenfalls führende Rolle der USA übernehmen. Gelegenheit dazu biete die 2017 turnusgemäß anstehende Präsidentschaft Deutschlands der Staatengruppe der G20:

„Und wir haben uns ganz konkret, der Kollege Xie und ich, heute auch über die Agenda der G20 unterhalten. Da wird der Vorsitz ja in diesem Jahr auf Deutschland übergehen. Zwar wird die Kanzlerin die Agenda erst vorstellen, aber schon jetzt ist klar, dass Klimaschutz dort eine wichtige Rolle spielen wird.“

In ihrem alljährlich erscheinenden „Energie-Ausblick“ geht die Internationale Energieagentur (IAE) im November 2016 von einer nach wie vor steigenden Nachfrage bei Erdöl („aufgrund mangelnder Alternativen bei Treibstoffen für Schiffe, Lastkraftwagen und Flugzeugen sowie bei Plastik und anderen petrochemischen Produkten“) sowie einem bis 2040 weltweit um 50 Prozent steigenden Verbrauch von Erdgas aus. Die Politik müsse aktiv, Investitionen im Energiesektor umgeschichtet werden. Es reiche für das Zwei-Grad-Ziel nicht, den „Energie-Mix“ zu ändern, sondern unserer enormer Energieverbrauch sei zu senken und beispielsweise elektrischer Strom effizienter zu nutzen. Im Zwei-Grad-Szenario der IAE fließt 2040 das meiste entsprechend eingesetzte Kapital weltweit in Erneuerbare Energien und nur noch ca. 30 % in fossile Energieträger. Dadurch werde deren Ausbau auch im Bereich der Gebäudeheizung weiter vorangetrieben, wo gerade größter Nachholbedarf bestehe.
Nach Angaben der Klimaschutzinitiative Climate Action Tracker sind die 10 wichtigsten kurzfristig möglichen bzw. notwendigen Schritte, um das 1,5-°C-Ziel zu erreichen:
1. Strom: Die aktuellen Wachstumsraten bei den erneuerbaren Energien und anderen Null-CO2-Emissions- bzw. kohlenstoffarmen Energien müssten bis zum Jahr 2025 aufrechterhalten, 100 % Nullemission 2050 erreicht werden;
2. Kohle: Es dürfen keine neuen Kohlekraftwerke mehr gebaut werden, die Kohle-Emissionen seien bis 2025 um mindestens 30 % reduzieren;
3. Straßenverkehr: Die letzten mit fossilen Brennstoffen betriebenen Fahrzeuge müssten vor 2035 verkauft werden;
4. Luft- und Schifffahrt: Entwicklung und Einigung auf eine mit dem 1,5-°C-Ziel verträgliche Vision;
5. Gebäude-Neubau: alle neuen Gebäude dürften keine fossilen Energien mehr verbrauchen, ihr Null-Energie-Verbrauch sei bis 2020 anzustreben;
6. Gebäudesanierung: Steigerung der Sanierungsrate von den 2015 erreichten unter ein Prozent auf fünf % bis 2020;
7. Industrie: alle neuen Anlagen in emissionsintensiven Sektoren müssten nach 2020 kohlenstoffarm arbeiten, die Materialeffizienz sei zu maximieren;
8. Emissionen aus der Forstwirtschaft und anderen Landnutzungen seien bis 2030 auf 95 % unter dem Niveau von 2010 reduzieren, die Netto-Abholzung in den 2020er Jahren zu stoppen;
9. Kommerzielle Landwirtschaft: Ihre Emissionen seien auf oder unter dem derzeitigen Niveau halten, regionale Best-Practice-Beispiele müssten geschaffen und verbreitet, die entsprechende Forschung intensiviert werden;
10. CO2-Entfernung: Forschung und Planung zur Erreichung negativer Emissionsraten seien vonnöten.

## Einschätzung, Rezeption

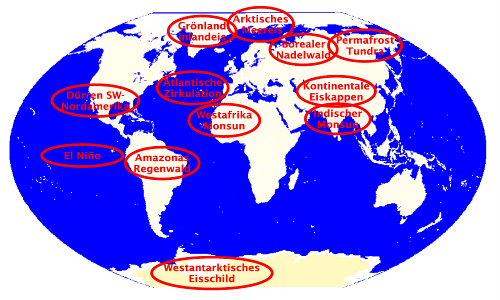
Mögliche Klimakipp-Punkte („Tipping points“)

Laut Wissenschaftlern ist das auf der COP 22 international politisch bekräftigte 1,5-°C-Ziel nicht mehr zu erreichen, es sei „utopisch“, werde in ihren Kreisen nicht mehr ernsthaft diskutiert und komme auch in keinem Klimaszenario mehr vor: In den aktuellen Voraussagen läge die Temperaturzunahme im Jahr 2100 in einem Korridor zwischen 2,7 und 3,6 °C. Zusätzlich seien bei einer Zunahme über das Zwei-Grad-Ziel hinaus ernsthafte Voraussagen über die entsprechenden Folgen nicht mehr möglich, es könnten Klima-Kipp-Punkte ausgelöst werden.
Nach den neuesten Analysen beispielsweise des Global Carbon-Projekts werde beim derzeitigen Stand der Treibhausgas-Emissionen eine Erwärmung des Erdklimas um zwei Grad bereits 2037 erreicht; zu seiner Erreichung müssten die Emissionen bereits zwischen 2020 und 2030 drastisch reduziert, sogar zusätzlich CO2 aus der Erdatmosphäre entfernt werden. Würde der Status beibehalten, sei eine Erwärmung um drei Grad bereits 2070 erreicht. Derzeit sei davon auszugehen, dass angesichts der andauernden Zunahme die maximale weltweite CO2-Emission erst 2030 erreicht werde, unter anderem aufgrund des nach heutigem Stand erst dann zurückgehenden Ausstoßes in China. Darüber hinaus seien manche Klimagase sehr langlebig (-> Persistenz (Chemie)), anthropogenes CO2 beispielsweise verbleibe bis zu 200 Jahre in der Erdatmosphäre.